# Nos désirs font désordre
Pour plus de détails, voir Fiche technique et Distribution.
Nos désirs font désordre est un film français réalisé par Stéphane Arnoux, sorti en 2009.

## Synopsis
Des jeunes gens, étudiants, travailleurs, chômeurs, artistes ou militants, s’apprêtent à passer ensemble un week-end à la mer. Le voyage et les conflits qu’ils traversent révèlent les désirs, les espoirs et les peurs d’une génération sacrifiée, précarisée, forcée de résister.
Ce film est le produit d'une expérience, menée durant un an avec un groupe de jeunes acteurs doublement engagés dans son processus.
Afin de réaliser un film de fiction à partir de leur réalité, ils ont écrit une série de textes traitant de leur rapport à la société, de leurs peurs et de leurs désirs. De cette matière j'ai construit des propositions de personnages et un scénario, point de départ d’un tournage où ils allaient pouvoir se raconter au moyen de la fiction, en improvisant dans des cadres très définis.
Au montage d’opérer une ultime écriture : faire de cette expérience précaire un récit de la précarité sociale et sentimentale d’une fraction créative de la jeunesse française.

## Fiche technique
- Titre : Nos désirs font désordre
- Réalisation, production et scénario : Stéphane Arnoux
- Musique : Serge Teyssot-Gay, Khaled AlJaramani
- Durée : 90 minutes
- Pays de production :  France
- Date de sortie : France : 25 mars 2009

## Distribution
- Saïda Djoudi : Nadia
- Yves Francis : Pierrot
- Fabiana Belot : Manuella
- Flore Labrot : Léo
- Mélody Maloux : Louise
- Maria de la Bastida : Eva
- Célia Sarrasin : Jeanne
- Cindy Feroc : Marion
- Gilles Roche : Fabrice
- Stéphane Arnoux : Mathieu
- Gautier Gaye : Antoine
- Aliénor Bouvier : une étudiante
- Alexandra Fritz : une étudiante
- Ana Florit : une étudiante
- Vincent Merme : un dragueur
- Ralph Balez : un dragueur
- Romain Neuillet : la voix du casting (voix)
- Alain Roche : le voleur de scooter
- Nathalie Bâton : la caissière